# Henricus de Culmine
Henricus de Culmine (fl. 1319–1350) war Scholasticus, Magister und Schulrektor und der Gründer der Kieler Gelehrtenschule, einer der ältesten Schulen Deutschlands.

## Leben
Henricus war ein unter anderem Lübecker Domherr. Erstmals erwähnt wird er als Zeuge in einer Urkunde des Klosters Preetz von 10. Februar 1319. Darin wird Henricus als rector scolarum in "Lubeke"  bezeichnet.
Dieser Scholasticus Henricus ist wohl gleichzusetzen mit dem Magister und Pfarrer Henricus de Culmine, "nunc scolasticus in Kyl" (jetzt Scholasticus in Kiel), dem Graf Johann II. von Holstein-Kiel am 17. Februar 1320 das Privileg zur Errichtung der einzig zugelassenen Schule in Kiel erteilte. Er erhielt persönliche Vergünstigungen wie die Befreiung von der Residenzpflicht und wurde als Scholasticus (Rektor) eingesetzt. Diese Identifikation wird dadurch untermauert, dass der Lübecker Domdekan Segebandus die Einsetzung im Auftrag des Grafen vorgenommen hatte. Am 30. September 1335 erneuerte Graf Johann III. von Holstein-Kiel diese Privileg. Henricus, dessen Verdienste um die Schule hervorgehoben werden, wird darin weiterhin als Lübecker Kleriker bezeichnet. 1337 erschien er in mehreren Urkunden als Zeuge eines Prozesses in Hamburg.
Das Privileg gestand dem Scholasticus die Einnahmen aus der Schule als Pfründe zu. Henricus war aber nicht verpflichtet, den Unterricht dauerhaft selbst zu erteilen. Er lebte wohl später wieder in Lübeck und stellte in Kiel einen Lehrer an. Vermutlich begann der Unterricht in Kiel in der Sakristei der Kieler Nikolaikirche. 1343 vermietete Henricus die Einkünfte aus seiner Schule an das Kloster Bordesholm. Zu dieser Zeit war er bereits Domscholasticus am Schweriner Dom. In den folgenden Jahren erscheint er wieder mehrmals als Zeuge auf Lübecker Urkunden, auf denen er als Scolasticus Swerinensis beschrieben wurde, obwohl er wohl nie dort lebte. 1350, als die Kieler Schule soweit gewachsen war, das ein eigenes Schulgebäude notwendig wurde, verhandelte er über dessen Finanzierung mit der Stadt Kiel.
Der Historiker Emil Waschinski (1872–1971), der selbst 1919–1934 Lehrer der Kieler Gelehrtenschule gewesen war, setzte Henricus de Culmine in seinem 1972 postum erschienenen Aufsatz Magister Henricus de Culmine – Ein Domherr als Rektor in Kiel mit dem um 1275 bezeugten Scholasticus Henricus in Culm (heute: Chełmno, Polen) im Gebiet des Deutschordenslandes gleich. Das schloss er aus dem Nachnamen Culmine, der die Herkunft aus Kulm belegen würde, was unter der Berücksichtigung des üblichen Gebrauchs von Nachnamen der Zeit plausibel erscheint. Culm wurde am 29. Juli 1243 Bistum und erhielt ca. 1275 eine Kathedralschule, für die ein Magister Henricus aus Münsterberg (Schlesien) als Nachfolger des Magister Theodoryk, des ersten Culmer Domscholasticus, bezeugt ist. Laut Waschinski sei dieser Henricus nach einigen Jahrzehnten in Culm irgendwann in das Bistum Lübeck gewechselt und von dort um 1350 nach Schwerin, wo er unter dem Namen Hinrich von Siggen Dompropst geworden sei. Diese Gleichsetzungen verwies der Hamburger Historiker Jürgen Reetz 1976 ins Reich der Fantasie. Aufgrund des großen zeitlichen Abstandes der Erwähnungen müsse es sich um mindestens zwei Personen aus verschiedenen Generationen gehandelt haben. Sogar bei historischen Analysen zeigt sich hier die Rivalität der Städte Kiel und Lübeck.